# Periclimenes platycheles
Periclimenes platycheles är en kräftdjursart som beskrevs av Lipke Bijdeley Holthuis 1952. Periclimenes platycheles ingår i släktet Periclimenes och familjen Palaemonidae. Inga underarter finns listade i Catalogue of Life.